# كيندال جينر
كيندال جينر (بالإنجليزية: Kendall Jenner)‏؛ (3 نوفمبر 1995  -)، عارضة أزياء وشخصية تلفزيونية أمريكية، كما إنها سفيرة علامة تجارية لمجلة سبعة عشر.

## نشأتها
ولدت في لوس آنجلوس آنجلوس، كاليفورنيا للبطل الأولمبي المتقاعد (العشاري (ألعاب القوى)) بروس جينر و الشخصية التلفزيونية كريس جينر. يذكر أن اسمها الأوسط -نيكول- كان تسميةً على صديقة والدتها نيكول براون التي قُتلت طعنًا قبل ولادة كيندال عام 1994.
كيندال هي الأخُت الشقيقة لكايلي جينر التي تصغرها بعامين، وأخت غير شقيقة لـثمانية؛ 4 من زواجا والدِها السابقين، وأربعة آخرين هم عائلة كاردشيان من زواج والدتها السابق.

## روابط خارجية
- كيندال جينر على موقع IMDb (الإنجليزية)
- كيندال جينر على موقع روتن توميتوز (الإنجليزية)
- كيندال جينر على موقع ألو سيني (الفرنسية)
- كيندال جينر على موقع إن إن دي بي (الإنجليزية)
- كيندال جينر على موقع قاعدة بيانات الفيلم (الإنجليزية)
- كيندال جينر على موقع دليل عارضات الأزياء (الإنجليزية)